# The Two Orphans (film 1915)
The Two Orphans è un film muto del 1915 diretto da Herbert Brenon. Interpretato da Theda Bara, il film venne girato in Canada, nel Québec. Prodotto e distribuito dalla Fox Film Corporation, uscì nelle sale il 5 settembre 1915. La sceneggiatura si basa su Le due orfanelle, lavoro teatrale del 1874 di Adolphe d'Ennery e Eugène Cormon che nel 1877 venne poi ridotto in romanzo.
Già nel 1911, la storia delle due orfanelle era stata portata sullo schermo con The Two Orphans, diretto da Otis Turner con la supervisione di Francis Boggs e interpretato da Kathlyn Williams e Winifred Greenwood.

Nel 1921, ne venne fatto un rifacimento, Le due orfanelle, film diretto da David W. Griffith.

## Trama
A Parigi, Henriette e Luisa, che vivono come sorelle, vengono divise perché la bella Henriette suscita il desiderio di un nobile libertino che la rapisce. Henriette riesce a salvarsi dal marchese per l'intervento di un giovane aristocratico, il cavaliere de Vaudrey, innamorato di lei. Intanto Louise, che è cieca, rimasta sola e abbandonata, viene presa da madame Frochard, che la costringe a mendicare per le strade sfruttandone la cecità. La madre del cavaliere scopre che Louise è la figlia che aveva perduto da piccola e si mette a cercarla. Pierre, uno dei figli di madame Frochard, cerca di aiutare la ragazza cieca, ma viene battuto dal fratello, un bruto violento che picchia anche Louise. Pierre, un debole gobbetto, allora si ribella e lo uccide, scappando poi insieme alla ragazza. La contessa ritrova la figlia da cui si fa riconoscere. Questa le chiede di poter sposare Pierre. L'aristocratica acconsentirà sia al suo matrimonio che a quello del figlio con Henriette.

## Produzione
Il film, il cui titolo di lavorazione era stato The Hunchback, fu girato in Canada, nel Québec, prodotto dalla Fox Film Corporation.

### Lavoro teatrale
Il lavoro teatrale originale di Adolphe d'Ennery e Eugène Cormon su cui si basa il film fu tradotto anche in inglese, venendo rappresentato numerose volte a Broadway dove debuttò il 21 dicembre 1874 all'Union Square Theatre. Nei ruoli delle due protagoniste, rispettivamente come Henriette e Louise, le attrici Kitty Blanchard e Kate Claxton. I diritti del testo teatrale appartenevano a quest'ultima, che aveva interpretato il dramma centinaia di volte sul palcoscenico.

## Distribuzione
Il copyright del film, richiesto da William Fox, fu registrato il 5 settembre 1915 con il numero LP6279. Il film, distribuito dalla Fox Film Corporation, uscì nelle sale statunitensi il 6 settembre 1915.
Non si conoscono copie ancora esistenti della pellicola che viene considerata presumibilmente perduta.